# پیشتازان فضا ۳: جستجو برای اسپاک
پیشتازان فضای سه: جستجو برای اسپاک (به انگلیسی: Star Trek III: The Search for Spock) ساخته شده در سال ۱۹۸۴ به کارگردانی لئونارد نیموی است.

## داستان
سفینهٔ فضایی فدراسیون، Enterprise، پس از نبردی سخت با «خان نونین سینگ»، یک ابرانسان که تلاش داشت با منفجر کردن یک دستگاه آزمایشی زمین‌ساز به‌نام «جنسیس» سفینه را نابود کند، به‌سوی زمین بازمی‌گردد. در این نبرد، چندین نفر جان می‌بازند، از جمله اسپاک، دوست ولکانی جیمز تی. کرک، که تابوت او در مدار سیاره‌ای که دستگاه جنسیس ساخته بود، رها می‌شود. با رسیدن به ایستگاه فضایی زمین، دکتر لئونارد مک‌کوی رفتاری غیرعادی از خود نشان می‌دهد و بازداشت می‌شود. دریابان مورو از ناوگان استارفلیت به دیدار خدمهٔ انترپرایز می‌آید و اعلام می‌کند که این سفینه قرار است از رده خارج شود؛ همچنین به خدمه دستور داده می‌شود دربارهٔ پروژهٔ جنسیس هیچ صحبتی نکنند، زیرا این پروژه پیامدهای سیاسی سنگینی به‌دنبال داشته است.
دیوید مارکوس—پسر کرک و از دانشمندان کلیدی پروژهٔ جنسیس—به‌همراه ساویک، یک افسر ولکانی، در حال بررسی سیارهٔ جنسیس از روی سفینهٔ علمی یواس‌اس گریسوم هستند. آن‌ها با کشف نوعی حیات غیرمنتظره روی سطح سیاره، خود را به آنجا منتقل می‌کنند. در آنجا درمی‌یابند که دستگاه جنسیس باعث باززایی اسپاک شده، اما در قالب کودکی که ذهنش هنوز بازنگشته است. دیوید، تحت فشار ساویک، اعتراف می‌کند که در ساخت دستگاه از «پروتوماده» ناپایدار استفاده کرده است؛ به همین دلیل، اسپاک با سرعت زیادی رشد می‌کند و سیاره نیز در عرض چند ساعت نابود خواهد شد. هم‌زمان، «کروگ»، فرمانده‌ای از نژاد بیگانهٔ کلینگون، اطلاعاتی دربارهٔ پروژهٔ جنسیس رهگیری می‌کند. او، که این فناوری را یک سلاح نیرومند می‌پندارد، با سفینهٔ نامرئی خود به‌سوی سیارهٔ جنسیس می‌رود، گریسوم را نابود می‌کند و دیوید، ساویک و اسپاک را اسیر می‌نماید.
سارک، پدر اسپاک، با کرک دیدار می‌کند تا دربارهٔ مرگ پسرش گفت‌وگو کند. این دو درمی‌یابند که اسپاک پیش از مرگ، «کترا» یا روح زندهٔ خود را به مک‌کوی منتقل کرده است. برای آن‌که پیکر اسپاک در زادگاه ولکانی‌اش آرام گیرد، باید جسم و کترا با هم ترکیب شوند؛ در غیر این صورت، مک‌کوی از این بار روحی خواهد مرد. کرک و افسرانش با نادیده‌گرفتن دستورها، مک‌کوی را از بازداشتگاه آزاد می‌کنند، سفینهٔ یواس‌اس اکسلسیر را از کار می‌اندازند و سفینهٔ انترپرایز را از ایستگاه فضایی می‌دزدند تا به سیارهٔ جنسیس بازگردند.
در مدار سیاره، سفینهٔ انترپرایز مورد حمله قرار می‌گیرد و کروگ آن را از کار می‌اندازد. در بن‌بستی که پیش می‌آید، کروگ فرمان می‌دهد که یکی از گروگان‌ها روی سطح سیاره کشته شود؛ دیوید در دفاع از ساویک کشته می‌شود. کرک و همراهانش تسلیم شدن را وانمود می‌کنند و سامانهٔ انفجار خودکار انترپرایز را فعال می‌سازند. این انفجار، گروه کلینگون را که سوار سفینه شده بودند می‌کشد و خدمهٔ انترپرایز با انتقال‌دهنده به سطح سیاره منتقل می‌شوند. کرک با وعدهٔ فاش‌کردن راز جنسیس، کروگ را به سطح سیاره می‌کشاند و کاری می‌کند که کروگ خدمه‌اش را به سفینهٔ کلینگونی بفرستد. با شروع نابودی سیاره، کرک و کروگ درگیر نبرد تن‌به‌تن می‌شوند و کرک با پرتاب کردن کروگ به پایین صخره پیروز می‌شود. او با غلبه بر آخرین عضو خدمهٔ کلینگونی، سفینه را به‌سوی سیارهٔ ولکان هدایت می‌کند.
در آنجا، در یک آیین خطرناک به‌نام «فال‌تور‌پان»، کترا و بدن اسپاک دوباره به هم پیوند می‌خورند. این مراسم با موفقیت انجام می‌شود و اسپاک زنده و سالم بازمی‌گردد، هرچند حافظه‌اش پراکنده است. با اشاره‌های کرک، اسپاک به یاد می‌آورد که او را «جیم» صدا می‌زده و خدمه را می‌شناسد.